# Peter J. Schoomaker
Peter Jan Schoomaker (Detroit, 12 febbraio 1946) è un generale statunitense in pensione, 35° Capo di stato maggiore dell'Esercito degli Stati Uniti dal 1º agosto 2003 al 10 aprile 2007, la sua nomina è stata inusuale poiché venne richiamato in servizio per assumere tale posizione, Schoomaker in seguito si ritirò nuovamente volontariamente per la seconda volta nel 2007 dopo aver completato il mandato quadriennale di Capo di stato maggiore.
Prima di essere posto a tale incarico, Schoomaker ha passato più di trent'anni in una varietà di diversi incarichi sia con le forze convenzionali che speciali, è stato il primo capo di stato maggiore dell'esercito statunitense con un addestramento delle forze speciali e il secondo a servire nel Joint Chieffs of Staff (il Generale Henry H. Shelton fu il primo, quando servì come capo dello stato maggiore congiunto)
suo fratello, il Tenente generale Eric Schoomaker, è stato Surgeon General of the United States Army dal 2007 al 2011.

## Biografia

### Primi anni di vita ed educazione
Schoomaker è nato il 12 febbraio 1946 a Detroit in Michigan. È cresciuto in una famiglia con tradizioni militari. Dopo aver frequentato la East Lansing High School, si è laureato all'Università del Wyoming nel 1969 con un Bachelor of Science degree in educazione amministrativa. Giocatore di football, è stato uno starter nello Wyoming Sugar Bowl team. Detiene inoltre un Master of Arts degree in Management dalla Central Michigan University, è un Doctor of Laws onorario dallo Hampden-Sydney College.

### Carriera militare
Schoomaker ha partecipato a numerose operazioni militari inclusa l'Operazione Eagle Claw in Iran, l'Operazione Urgent Fury a Grenada, l'Operazione Just Cause a Panama, l'Operazione Desert Shield, l'Operazione Desert Storm, l'Operazione Uphold Democracy ad Haiti, e altre varie operazioni.
dopo essere stato commissionato come Secondo tenente ed aver partecipato nel programma negli Reserve Officers' Training Corps all'Università del Wyoming, Schoomaker è andato a frequentare la United States Army Armor School a Fort Knox. Di li a poco è divenuto comandante di un plotone di ricognizione, di una compagnia di fucilieri con il 2nd Battalion, 4th Infantry, è di una truppa di cavalleria con il 1st Squadron, 2nd Armored Cavalry Regiment in Germania. In seguito ha servito in Corea con l'S-3 del 1st Battalion, 4th Cavalry, 2nd Infantry Division. Dal 1978 al 1981, ha comandato uno squadrone del 1st Special Forces Operational Detachment- Delta (1st SFOD-D), comunemente conosciuto dal pubblico come "Delta Force", a Fort Bragg in Carolina del Nord. Dopo un anno all'Army and General Staff College a Fort Leavenworth in Kansas, ha servito come ufficiale esecutivo di squadrone del 2nd Squadron, 2nd Armored Cavalry Regiment in Germania. Nell'agosto 1983, è tornato a Fort Bragg, per servire come ufficiale delle operazioni speciali del J-3, Joint Special Operations Command. Dall'agosto 1985 all'agosto 1988, ha comandante un altro squadrone del 1st SFOD-D. Dopo aver frequentato il National War College a Washington, è tornato a comandare la Delta Force dal giugno 1989 al luglio 1992. Di conseguenza, ha servito come comandante assistente di divisione della 1st Cavalry Division a Fort Hood in Texas, in seguito ad un tour nei quartier generali, nel Department of the Army staff come vice-direttore delle operazioni, della prontezza e della mobilità.
Schoomaker ha servito in seguito come Comandante generale del Joint Special Operations Command dal luglio 1994 all'agosto 1996, seguito dal comando dello United States Army Special Operations Command a Fort Bragg in Carolina del Nord nell'ottobre 1997. Il suo incarico più recente prima di assumere l'incarico di Capo di stato maggiore dell'Esercito, è stato quello di comandante dello United States Special Operations Command alla MacDill Air Force Base, in Florida, dal novembre 1997 al novembre 2000. Secondo la Commissione d'indagine sugli attentati dell'11 settembre 2001, Schoomaker intendeva prendere dei provvedimenti contro Al-Qaeda in Afghanistan utilizzando i suoi operatori speciali ma non fu in grado di ottenere l'approvazione per tale missione.

### Carriera post-militare
dopo essersi ritirato dal servizio attivo, Schoomaker ha servito come direttore del DynCorp, allo stesso tempo ha preso parte al comitato consultivo della Camber Corporation e della EWA-Government Systems Inc.. Simultaneamente, Schoomaker è stato direttore della CAE USA Inc.. Dal novembre 2007 al febbraio 2009, ha servito come membro del Comitato delle risorse umane e come direttore indipendente e consultivo nelle questioni attinenti la difesa. Schoomaker è anche direttore della Aeroflex Incorporated e di numerose compagnie private e non-profit, inclusa la Special Operations Warrior Foundation. Nel 2018, Peter Schoomaker è entrato a far parte della MAG Aerospace come consigliere di amministrazione.